# Cuccioli in festa
Cuccioli in festa (Barnyard Babies) è un film del 1935 diretto da Rudolf Ising. È un cortometraggio d'animazione della serie Happy Harmonies, distribuito negli Stati Uniti il 25 maggio 1935. È l'ultimo cartone animato della Metro-Goldwyn-Mayer ad essere stato prodotto in Technicolor a due colori; dal successivo Cavalli da corsa infatti, scaduto il contratto in esclusiva con la Disney, i corti furono realizzati col procedimento a tre colori.

## Trama
In una fattoria, un gallo appende un avviso in cui si annuncia un concorso per giovani talenti che si terrà il giorno dopo. Questo manda nel panico un altro gallo, poiché le uova deposte dalla sua compagna non si sono ancora schiuse. Egli si ingegna quindi in vari modi per accelerare l'incubazione in modo che i pulcini nascano in tempo per esibirsi. Nel frattempo inizia il concorso in cui i cuccioli, sotto gli occhi degli abitanti della fattoria, si lanciano in esibizioni che spaziano dal canto al ballo alla recitazione. L'evento viene però disturbato da un anatroccolo che, ubriaco dopo essere caduto in una botte di sidro, ha ingoiato una molla. Intanto i pulcini nascono e la famiglia si precipita al concorso proprio quando la coppa sta per essere consegnata all'anatroccolo. Quest'ultimo, a causa di un singulto, la colpisce con la testa e la fa cadere a terra, e i pulcini ci finiscono dentro.

## Distribuzione

### Edizioni home video
In America del Nord il corto è stato distribuito in laserdisc il 9 luglio 1994 dalla MGM/UA Home Video, nel cofanetto Happy Harmonies.